# Korniłowo (Kraj Ałtajski)
Korniłowo (ros. Корнилово) – wieś w Rosji, w Kraju Ałtajskim, w rejonie kamieńskim. W 2010 liczyła 1423 mieszkańców.